# Chichani
Die Festung Chichani (georgisch ხიხანის ციხე) oder Chirchati (georgisch ხირხათი) ist eine mittelalterliche georgische Festung in Adscharien, in der Munizipalität Chulo, im Dorf Seda Tchilwana.
Die Festung Chichani liegt im Schalta-Tal. Sie steht an einem Berghang des gleichnamigen Bergs Chichani. Für das Königreich Georgien hatte die Festung Chinani eine große strategische Bedeutung. In die Festung konnte man nur durch eine Spur kommen. 
Die sichere Zeit der Errichtung der Festung ist heute nicht klar. Die Mehrheit der Wissenschaftler denken, dass das erste Gebäude an der Stelle heutiger Festung im 10. bis 13. Jahrhundert errichtet wurde. Es gibt die Legenden und Sagen, die die Errichtung mit der Regierungszeit der georgischen Königin Tamar verbinden (12. Jahrhundert). 
Im 11. bis 15. Jahrhundert war Chichani eine Residenz der georgische Feudalfamilie Abusseridse.